# Сёрфер (фильм)
«Сёрфер» (англ. Surfer, Dude) — американская кинокомедия 2008 года режиссёра С. Р. Биндлера с Мэттью Макконахи в главной роли.

## Сюжет
«Сёрфер» — это история Стива Эддингтона, сёрфера-легенды, который всю жизнь занимался только тем, что ловил волну вместе со своими тремя друзьями. На протяжении фильма показываются их приключения в поисках волны и красивых девушек, которые записываются на камеру для съёмок телешоу про серферов, от которого Стив изначально хотел отказаться, но финансовые трудности вынудили его пойти на съёмки. Характер Стива очень эксцентричный и неординарный. По сюжету у Стива закручивается роман с дочерью владельца телешоу Дэнни (Алекси Гилмор).

## В ролях
- Мэттью Макконахи — Стив Эддингтон
- Алекси Гилмор — Дэнни Мартин
- Скотт Гленн — Элистер Гринбух
- Джеффри Нордлинг — Эдди Зэрно
- Вилли Нельсон — фермер Боб
- Вуди Харрельсон — взломщик Джек
- Захари Найтон — Брилло Мёрфи
- Рамон Родригес — Лупе де ла Роса
- Джон Терри — Мерсер Мартин
- Сара Райт — Стэйси
- Тодд Стэшвик — Вик Хайес
- Трэвис Фиммел — Джонни Доран

## Критика
Фильм получил отрицательные отзывы и показывался в ограниченном числе кинотеатров (69 шт.), собрав в итоге 52 132 долл. На сайте Rotten Tomatoes фильм получил 0 % положительных отзывов.